# Oleksandr Batal's'kyj
Oleksandr Anatolijovyč Batal's'kyj (in ucraino Олександр Анатолійович Батальський?; Kiev, 28 ottobre 1986) è un calciatore ucraino, attaccante svincolato.

## Carriera

### Club
Ha sempre giocato nel campionato ucraino, alternandosi tra la prima e la seconda divisione, fatta eccezione una breve parentesi in Georgia con il Shevardeni-1906.

### Nazionale
Ha giocato nella nazionale ucraina Under-21.